# Sex, Drugs, & Hip-Hop
Sex, Drugs, & Hip-Hop — мікстейп американського репера Тоні Єйо, виданий 30 липня 2012 р. Ексклюзивно випущений на DatPiff, де має бронзовий статус (за критеріями сайту) з 35 тис. завантажень. Реліз посів 6-ту сходинку рейтинґу «25 найгірших обкладинок 2012» за версією Complex.

## Список пісень
| #   | Назва                                                    | Продюсер(и)  | Тривалість |
| --- | -------------------------------------------------------- | ------------ | ---------- |
| 1.  | «Make It Snow» (з участю Bun B, Slim Thug та Mr. Porter) |              | 2:47       |
| 2.  | «All These Bitches»                                      |              | 2:18       |
| 3.  | «2 Girls» (з участю Gucci Mane)                          | Jahlil Beats | 2:46       |
| 4.  | «Pissy»                                                  |              | 2:11       |
| 5.  | «100 bottles»                                            |              | 2:42       |
| 6.  | «Tables» (з участю Cory Gunz та Danny Brown)             | Bangladesh   | 2:45       |
| 7.  | «Throwing Money» (з участю Ron Browz)                    |              | 2:43       |
| 8.  | «Cemetary»                                               |              | 2:06       |
| 9.  | «Slow and Melodic»                                       |              | 3:24       |
| 10. | «Break a Bitch» (з участю Too Short)                     | Aaron Harris | 2:54       |
| 11. | «So High»                                                |              | 3:03       |